# 离岸资产证券化
离岸资产证券化是资产证券化的一种特殊形式，它是指利用海外的特殊目的载体（SPV），在国际资本市场上发行资产支撑证券（ABS）或抵押支撑证券（MBS）筹集资金。这种运作方式具有如下几个主要特点：
1﹑离岸资产证券化业务流程中的大部分是在海外（或国外）完成的。它的一些关键环节，如信用评级﹑信用增级﹑发行证券等，都是利用国外的机构和人才去完成的。
2﹑由地处本国之外的机构充当离岸资产证券化的特殊目的载体。这个机构既可以是本国为了完成离岸资产证券化而在国外专门设立的，也可以是国外已经存在的机构。如果将特殊目的载体设在开曼群岛等离岸金融中心，还可以起到良好的避税作用。
3﹑由于离岸资产证券化是在国际资本市场上筹集资金，因而它是一种吸引外资的新方式。开展离岸资产证券化，有利于本国的经济发展。
二十世纪九十年代以来，开展离岸资产证券化，在国际资本市场上筹集资金，已成为许多新兴市场经济国家的流行做法。甚至美国﹑法国等西方发达国家也非常重视离岸资产证券化业务。例如，美国证券交易委员会为了使美国的证券法适用于国际交易，特别是为了涵盖国际证券化，于1990年5月2日采用了“S条例”，放松了对国际交易的管制。离岸资产证券化业务的兴起，成为国际资本市场上一道亮丽的风景线。